# Estagell
Estagell ([əstə'ʒeʎ], en francès Estagel) és una vila i comuna de la comarca del Rosselló, a la Catalunya del Nord. És la darrera localitat de llengua catalana del nord-oest dels Països Catalans, just al límit amb la comarca occitana de la Fenolleda.

## Etimologia
Joan Coromines, en el seu Onomasticon Cataloniae fa un repàs de les diverses propostes existents sobre l'origen d'Estagell. Rebutja per raons fonètics els orígens en starẹ stragium, que hauria donat Estatgell, en stadium > stadiolum, que hauria evolucionat a Estajoll, i en noms propis llatins o germànics, per raons similars. Sobretot perquè cap de les formes documentades en els textos medievals avala els orígens esmentats fins ara. Coromines finalment postula per un origen en el llatí arcaic stagĭllum, derivat de stagnum (estany).

## Geografia

Situació de la comuna d'Estagell en el Rosselló

### Localització i característiques generals del terme
Estagell és una comuna de 208.300 hectàrees d'extensió situada al centre de la sub-comarca de les Corberes, a la vall de l'Aglí, en contacte amb la Fenolleda.
Sense que assoleixi grans elevacions, el terme comunal d'Estagell és molt trencat, com totes les Corberes. Tallen el terme l'Aglí, el Verdoble i la Ribera de Maurí, els quals, a causa de l'orografia, obren unes valls sinuoses i molt tallades en el terreny que travessen. La part més planera del terme és el Pla d'Estagell, on està situada la vila.
Al nord del terme hi ha un massís calcari, format pel Mont d'Estagell i la Serra de la Gironella, que enllaça amb la Serra de Talteüll cap al nord-est, que ocupa tot el sector nord del terme, a l'esquerra de l'Aglí; l'altre sector a l'esquerra d'aquest riu és la partida de Rubials, a l'extrem del vessant est de la Toresa, muntanya del terme de la Tor de França, a 211,9 m alt en el punt més elevat. Els límits de la comuna d'Estagell, amb la Tor de França al sector de ponent i amb Maurí al nord, són del tot arbitraris, sense seguir cap accident geogràfic natural entre l'Aglí, d'on arrenca a 76,9 m alt, i la Ribera de Maurí. A partir d'aquest segon riu, el termenal abraça tot el massís del Mont d'Estagell, que assoleix els 180,2 m alt. De la Ribera de Maurí cap al nord-est, termenal amb Talteüll, segueixen el traçat de la carretera D611, als peus del Mont d'Estagell, fins al Còrrec de la Corbarola, que segueix cap al sud-est. Aquest còrrec delimita pel costat de llevant el Mont d'Estagell fins que s'aboca en el Verdoble. En aquell punt, el termenal puja cap al sud-est fins al cim del Cementiri dels Moros, de 164 m alt, i segueix la carena on es troba cap a l'est i el nord-est, carena que és el contrafort occidental de la Serra de Gironella, la qual arriba als 211 m alt. Des del seu cim, davalla cap al sud-est i est, seguint una carena secundària, fins a trobar el punt de trobada de les comunes d'Estagell, Talteüll i Cases de Pena, a 196,6 m alt. Des d'aquest lloc, el termenal baixa cap a l'Aglí de forma arbitrària, llevat d'un petit tram que segueix un contrafort secundari, fins al riu, on arriba a 55,9 m alt, que és el punt més baix de la comuna d'Estagell. Aleshores el termenal segueix l'Aglí aigües amunt uns 900 metres, fins als 57,2 metres d'altitud.
El sector meridional del terme, més extens que el septentrional, forma part dels vessants del massís de Força Real, al sud-oest i al sud, i dels serrats que separen Estagell de Calce al sud-est. Partint de l'Aglí en el darrer punt esmentat, puja sobtadament en línia recta cap al sud-oest fins al cim del Serrat d'en Bugader, de 325 m alt, que és el punt més alt del terme d'Estagell, i d'allà fa un seguit d'angles entre trams en línia recta, sense seguir cap accident geogràfic precís, però cercant la zona muntanyosa del Romanissar, per on passa la carretera D18. Tot seguit, cap al sud-oest, va a buscar el Serrat d'en Bigorra, fins al punt de trobada dels termes d'Estagell, Cases de Pena i Montner, a 256,4 m alt, que és l'extrem meridional del terme. Aleshores, el termenal, ara amb Montner, davalla cap al nord-oest seguint aproximadament un contrafort muntanyenc que arriba als 116 m alt en el moment que el termenal arriba a la plana agrícola. Segueix cap al nord-oest, el darrer tram cap a l'est, i arriba al punt on es troben les comunes d'Estagell, Montner i la Tor de França. Tot seguit, gira cap al nord i pel mig de camps i possessions agrícoles s'adreça a l'Aglí, al lloc on ha començat aquesta descripció.
Termes municipals limítrofs:
| Maurí (Occitània)            | Talteüll | Cases de Pena |
| La Tor de França (Occitània) |          | Calce         |
| Montner                      |          |               |

### La vila d'Estagell

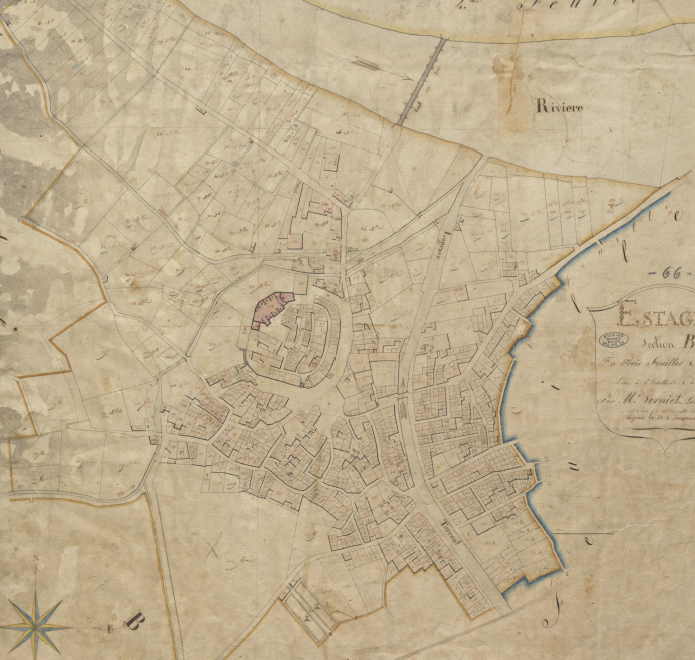
Estagell en el Cadastre napoleònic del 1812 (Arxius Departamentals dels Pirineus Orientals)

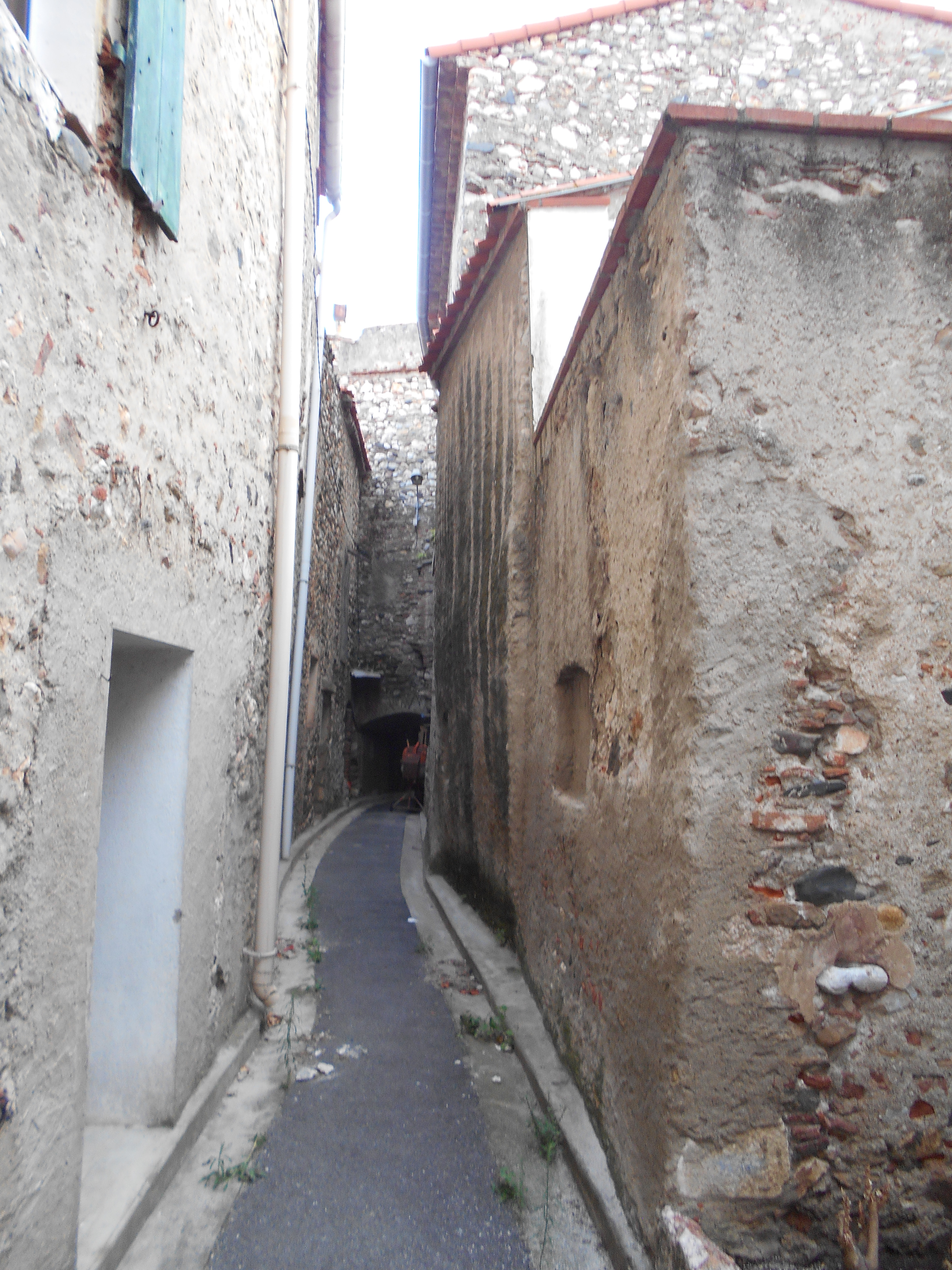
Carrer medieval de la cellera d'Estagell

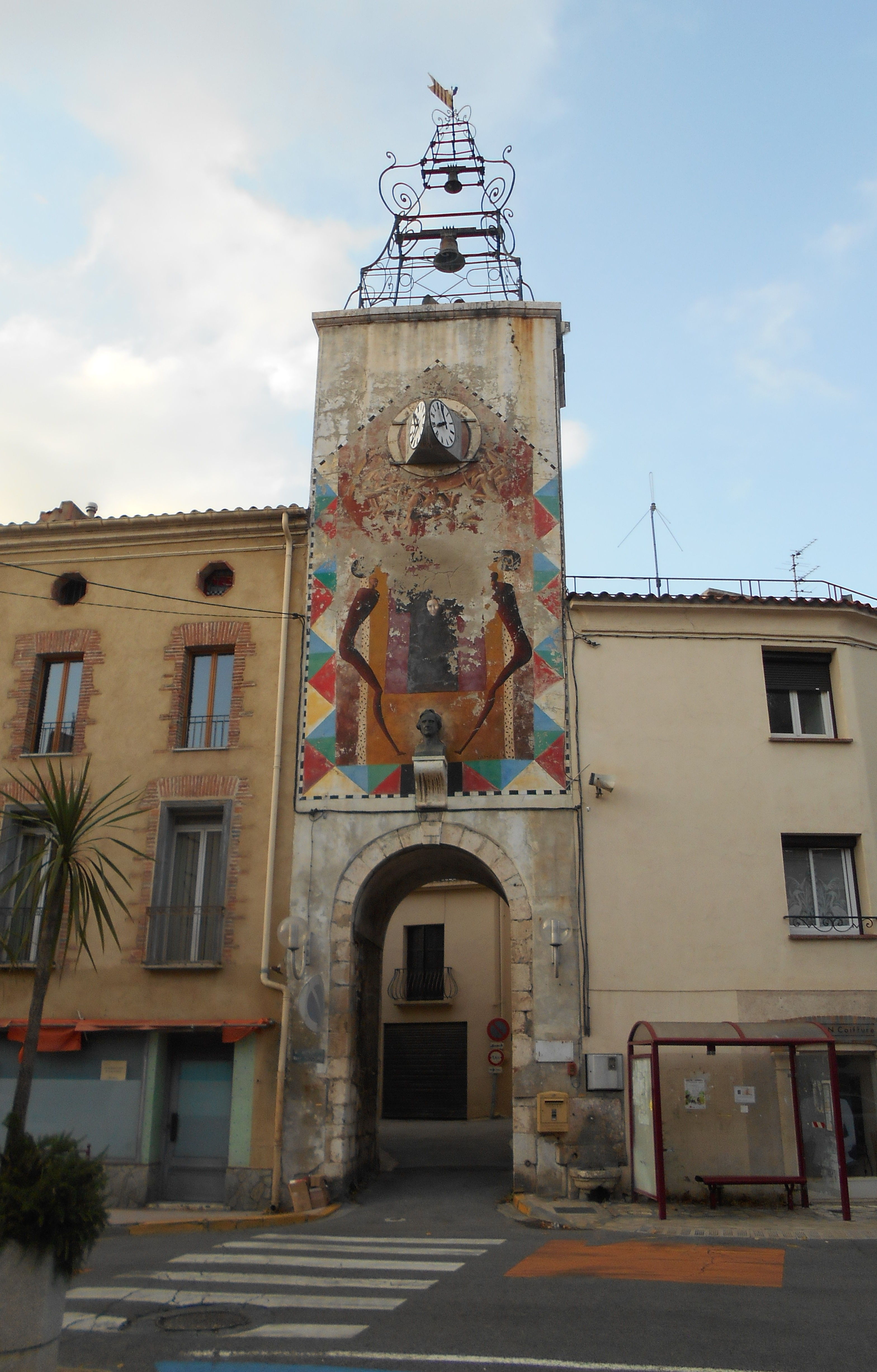
Campanar cívic i porta de la cellera

La vila d'Estagell es generà a partir de la cellera formada a l'entorn de l'església parroquial de Sant Esteve; amb el creixement d'aquesta primera cellera, que es reconeix perfectament avui dia (en resta el portal de la cellera, actualment coronat pel campanar cívic, i quasi tot el traçat de la vila closa), encara dins de l'etapa medieval, la vila amplià la seva extensió sobretot cap al sud, fins que fou enclosa en un recinte murallat, del qual es conserven actualment alguns trams de muralla.
Dins d'un dels primers eixamples del nucli vell d'Estagell, a ponent, hi ha el convent de les Germanes dels Sants Àngels, anteriorment de les Germanes Franciscanes, que compta amb la capella de la Immaculada. A l'extrem de ponent del nucli urbà, a prop de la torre de l'aigua, la zona esportiva municipal i l'escola i el col·legi hi ha la capella de la Mare de Déu de Montserrat.
Els primers barris generats ja dins de la vila antiga són la Branca, els Carrers Petits, la Fornalau, el Fort, la Grava, la Passejada, el Pla, la Plaça, el Rec d'en Carbassa, Sant Roc i Sant Vicenç. Més tard, ja al segle xix, Estagell sofrí un creixement considerable, al qual succeí un estancament al llarg del segle xx, però els darrers anys d'aquell segle i els primers de l'actual han viscut una nova ampliació del nucli urbà, sobretot per la construcció de noves urbanitzacions en totes direccions menys la nord, on hi ha el riu. Ara, doncs, el nucli urbà és força més extens que un segle enrere.

### El Mas de Jau (antic alou de Cavanac)
L'antic alou de Cavanac, les terres del qual s'estenien fins al terme veí de Cases de Pena, és esmentat des del 901 com a villa Cavanaco. Era una possessió del vescomte de Narbona, que passà, encara al segle x, a mans de l'església d'Elna, i aquesta la permutà més tard amb el monestir de Sant Esteve del Monestir, i, encara mñes tard, aquest darrer monestir el transferí al de Santa Maria de Jau, o de Clariana, els drets del qual foren refermats el 1338 pel rei Jaume III de Mallorca.

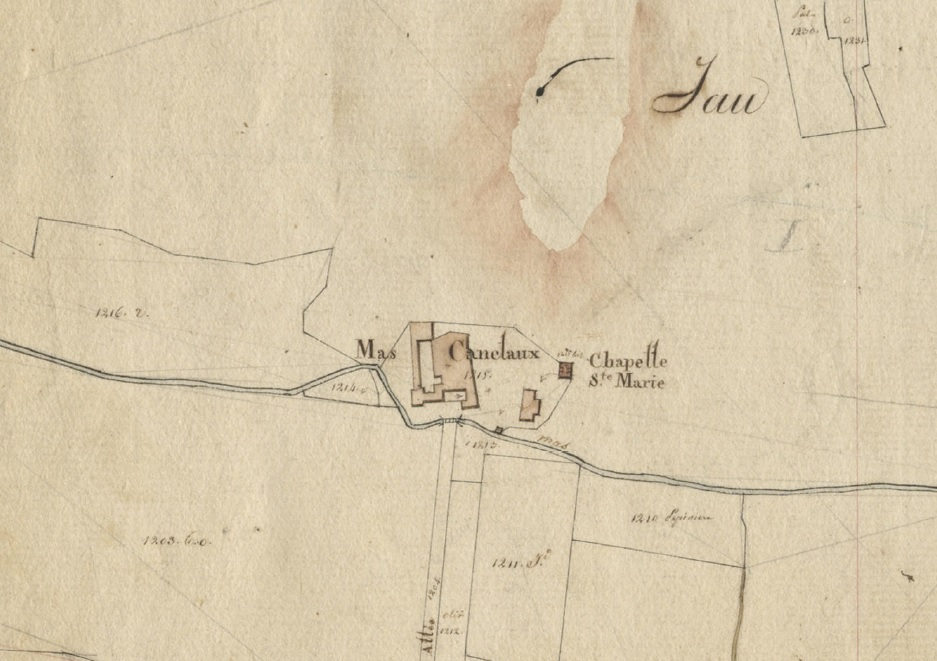
El Mas de Jau en el Cadastre napoleònic del 1812 (ADPO)

Dins d'aquest alou hi havia el Mas de Cavanac, actualment conegut com a Mas de Jau. Està situat a l'esquerra de l'Aglí i a ponent del Roc de Jau, a l'est-nord-est de la vila d'Estagell, prop del límit amb els termes veïns de Cases de Pena, on hi ha la Cava de Jau, i de Calce.
Aquest mas fou inicialment una granja del monestir de Santa Maria de Clariana, o de Jau, que es trobava en el terme comunal de Mosset, al Conflent, però el 1390 el Mas de Cavanac passà a mans de Pere Pastor d'Estagell, a qui fou donat en fermança per l'abat de Jau. El 1417 passà a ser domini de Francesc de Verniola, senyor de Calce, i el 1593, a ran de la ruïna del monestir de Santa Maria de Jau, que desaparegué com a tal monestir i passà a ser un simple benefici eclesiàstic, el Mas de Cavanac va passar a mans de Miquel Xaupí, pagès d'Estagell. El 1649 continuava en mans de la mateixa família: el seu net, Josep Xaupí, feia servir títol fictici de senyor i baró de la jurisdicció útil i propietari de la baronia de Jau.
En el Cadastre napoleònic del 1812, apareix com a Mas Canelaux, i hi consta la seva capella de Santa Maria del Mas de Jau.
En l'actualitat és la seu d'una important empresa de vins, la del Château de Jau, que té part de les caves a les Caves de Jau del terme de Cases de Pena.

### Sant Vicenç
Dalt d'un turó a llevant de la vila es dreça l'església de Sant Vicenç, considerada ermita del segle xviii ençà. Conserva algunes restes del primitiu edifici romànic, però la major part és d'època moderna.

### La Mare de Déu de Montserrat
A ponent de la vila, vora de l'extrem nord-oest del camp de futbol i de la torre de l'aigua del poble hi ha la capella de la Mare de Déu de Montserrat.
És una capella petita, de planta rectangular, orientada de sud a nord, amb una sola nau i absis exempt: l'altar és a l'extrem nord de la nau única. Al costat de ponent, prop de la capçalera, presenta una sagristia petita i baixa de sostre. És una obra de finals del segle xviii o principis del XIX.

### La Cova del Molí de Vent
Situada a prop de l'Estació d'Estagell hi ha la Cova del Molí de Vent, que conté un jaciment important del Paleolític superior, amb un ossari del Calcolític. La cova actualment està tapiada i no es pot visitar.

### Els masos del terme
Entre les construccions aïllades d'Estagell es troben l'Antic Forn de Calç, el Casot d'en Pinell, el Cortal del Vernedàs, el Cortal Devilla, el Mas Batlle (en ruïnes), el Mas Bartes, el Mas Camps, de Maurí, amb terres a Estagell, el Nas o Castell de Jau, abans Mas de Cavanac, el Mas d'en Duran (en ruïnes), el Mas d'en Simó, la Mesoneta de la Ruta de Talteüll i la Trémie. Algunes corresponen a noms antics, actualment en desús: l'Antic Forn de Calç d'en Camps, l'Antic Forn de Calç d'en Gonzalvo, l'Antic Forn de Calç d'en Vigó, la Barraca de l'Averós, la Barraca d'en Coll Gros, la Barraca d'en Dalmau, la Barraca de l'Eimeric, la Barraca d'en Guiu, la Barraca d'en Jambert, la Barraca d'en Jep, la Barraca d'en Llemosí, la Barraca d'en Mollet, la Barraca d'en Montboló, la Barraca d'en Vila i la Barraca d'en Xamà. El Pont Vell, la Teuleria del Jordi, la Teuleria d'en Berga i la Teuleria d'en Gonzalvo són ja desapareguts. Diverses edificacions religioses estan repartides pel terme d'Estagell: la Capella de Montserrat, la de Santa Maria, abans de Santa Maria de Cavanac, la de Sant Roc i la de Sant Vicenç. El Cementiri Nou i la Copé, la Cava Cooperativa, són també aïllats, respecte del poble.

### Hidrologia
La part plana del terme, a prop de la llera de l'Aglí, té alguns canals d'irrigació, com l'Agulla (dues de diferents), el Rec de Jau, el Rec del Molí, el Rec del Pla, el Rec d'en Carbassa, amb el Túnel d'alimentació del Rec de Jau. A l'Aglí es troba el Gorg d'en Moïses a ponent del terme i el de la Pastera, a llevant.
Pel que fa als altres cursos d'aigua, tots són tributaris de l'Aglí. Pel nord, és a dir, per la seva esquerra hi aflueixen el Còrrec d'en Brama la Fam, amb la Coma de Forn Naut, els Recs de Rubials, la Ribera de Maurí, amb el Passallís per passar-lo a gual, amb el Còrrec del Molar, i el del Prat de l'Abat, el Verdoble, l'únic que és realment un riu, i que té en el seu curs el Gorg de les Cabres, que porta l'afluència del Còrrec de la Corbarola, o del Molí, les Conques, o el Gorg de les Conques, els Recs de la Gironella (almenys sis de diferents), el Còrrec de Jau i el de la Coma de les Faves. Per la dreta, és a dir, procedents de migdia, es troben la Pesquita Petita i la Pesquita Gran, el Còrrec del Llinars, amb el del Solà del Llinars i el dels Prats del Rei, la Branca, el Còrrec de l'Abada, amb el del Fornalau, la Grava, o Rec de la Grava, amb els còrrecs de la Coma de la Teuleria, dels Pins, de la Serra, d'en Fortó, del Mas d'en Duran, de la Font d'en Baixàs, de la Mandra, del Guillot, d'en Moixa, del Roc Blanc, dels Quatre Camins, d'en Bigorra, del Serrat d'en Bigorra, el Rec de l'Andreu, amb els còrrecs del Romanissar i de la Coma d'en Vila, el Rec d'en Cruells, amb els còrrecs del Caponat i la Coma d'en Carman, el Còrrec de la Coma d'en Garrigó, el de Clots d'en Masseguer, els Barrencs de Peira Bruix i el Barrenc del Piló. Al sud-oest hi ha el Còrrec de Puig Balí, que desemboca en el Rec del Pla. Cal esmentar la Font d'en Baixàs, que genera un aiguamoll i el Pas de la Ribera de Talteüll.

### Orografia
Uns quants dels topònims d'Estagell reflecteixen formes de relleu: obagues: el Bac de l'Abada; boscs: Bosc Comunal d'Estagell; clots: les Clotes, les Clotes Baixes, els Clots d'en Masseguer; colls: la Collada Baixa, la Collada Gran, el Coll de la Creu, el Coll de l'Ase i el Coll del Ginebre; comes: Coma de la Teuleria, Coma de les Faves, Coma del Forn Naut, Coma d'en Bigorra, Coma d'en Carman, Coma d'en Ceret, Coma d'en Garrigó, Coma d'en Vila, Coma Gran de Jau, la Coma Major i les Comelles dels Barrencs, o simplement els Barrencs; costes: la Costa de Jau; muntanyes: el Mont d'Estagell; plans: el Pla, o Pla d'Estagell, el Pla de Cavanac, el Pla d'en Barridà, el Planal de la Gironella; serres i serrats: la Serra, el Serrat de l'Abada, la Serra de la Gironella, el Serrat de la Jaça d'en Barrot, el Serrat de l'Armanacaire, el Serrat de la Torresa, el Serrat del Baster, el Serrat dels Quatre Camins, el Serrat d'en Bigorra, el Serrat d'en Bugader, el Serrat d'en Llemosí, i solanes: el Solà de l'Abada i el Solà de Llinars.

### El terme comunal
Les partides cadastrals i indrets específics del terme d'Estagell són les següents: l'Agulla, l'Alt de Coma Major, els Atsets, o l'Atset, el Baix de Coma Major, la Bridana, el Camí de Perpinyà, el Camp de la Fam (nom antic), el Camp Major, els Cassanells, la Cauna de les Encantades, la Cauna del Molí de Vent, el Cementiri dels Moros, les Conilles, la Corbarola, els Cremasís, o els Carmesís, la Font d'en Baixàs, el Fornalau, la Gironella Alta, la Gironella Baixa, o Petita, la Grava, l'Horta, Jau, el Llinars, el Mas Camp, el Mas de Jau, el Mas d'en Duran, Mont d'Estagell, Montserrat, el Pal, els Pedreguets, Peira Bruix, els Pixadissos, la Planta, el Pont Nou, el Pont Vell, Prats del Rei, Puig Balí, la Pujada, els Quatre Camins, el Rec de l'Andreu, el Rec d'en Fortó, el Rec d'en Moixa, el Rec d'en Cruells, la Ribera de Talteüll, el Riberal, el Roc Blanc, el Romanissar, Rubials, Sant Roc, Sant Vicenç, Terra Roja, les Terres Blanques, les Terres Roges, les Tombes, la Torresa, abans la Torrera, la Vinya de Baptista, la Vinya de Rufí i les Vinyes de Marbigó.
Alguns topònims indiquen senyals termenals: el Cim de la Gironella Petita, el Piló (dos de diferents amb el mateix nom), el Piló de Coma Major, el Piló de la Coma d'en Rosil, el Piló de la Coma de les Faves, el Piló de la Coma d'en Vila, el Piló de la Gironella, el Piló del Baster, el Piló del Bugader, el Piló del Camí de Cornellà, el Piló del Camí del Rec d'en Cruells, el Piló del Camp de la Fam, el Piló del Cim de la Coma de les Faves, el Piló del Coll del Ginebre, el Piló de les Faves, o del Coll d'en Llemosí, el Piló del Romanissar, el Piló del Serrat de la Jaça d'en Barrot, el Piló del Serrat de l'Armanacaire, el Piló del Serrat de la Torrera, el Piló del Serrat dels Quatre Camins, el Piló dels Pixadissos, el Piló dels Tres Termes, el Piló del Trauc del Vaquer, el Roc de Jau, o de la Coma Gran de Jau i el Roc de la Vinya d'en Vernís.

#### El Cadastre napoleònic
En el Cadastre napoleònic del 1812, Estagell apareix dividit en tres seccions: la primera, de Rubials, Mont d'Estagell i Gironella, ocupa el sector nord del terme; la segona, dita del Poble, tot el sector oest, i la tercera, anomenada del Roc Blanc, representa tot el sector est i sud del terme comunal. A la secció de Rubials, Mont d'Estagell i Gironella es troben les partides de Rubials, en la qual hi ha el Cortal Deville, una teuleria, tres forns de calç, un pou i quatre barraques agrícoles, lo Pal, també amb un forn de calç, el Mont d'Estagell, Gironella Baixa, Gironella Alta, amb un forn de calç i una barraca agrícola, Jau, amb el mas anomenat Canelaux en el mapa cadastral (el Mas de Jau) i la seva capella de Santa Maria, i el Camí de Perpinyà.
La secció anomenada del Poble té, en primer lloc, un mapa precís i detallat del nucli urbà, amb la Cellera perfectament dibuixada, i les partides de lo Pla, amb el Mas d'en Simó, la Barraca d'en Triquera i les capelles de la Mare de Déu de Montserrat i Sant Roc, actualment desapareguda, les Tombes, la Pujada, lo Fornalau, los Atsets, les Clotes, les Clotes Baixes, el Coll de la Creu, amb tres barraques, el Bac de la Bada (de l'Abada), amb una barraca, el Solà de la Bada, amb una teuleria, Puig Balí, lo Llinars, amb el Mas Bartes, el Solà de Llinars i la Coma d'en Ceret, amb dues barraques.
Finalment, la del Roc Blanc té les partides de Sant Vicenç, amb la capella d'aquest nom, les Vinyes de Marbigó, Peira Bruix, amb una barraca, les Comelles dels Barrencs, amb un forn de calç, los Cassanells, amb la Barraca del Monillet, la Bridana, los Pedreguets, els Clots d'en Masseguer, l'Alt de Coma Major, els Prats del Rei, les Comelles, el Baix de Coma Major, la Coma d'en Garrigó, el Coll de l'Ase, els Recs d'en Cruells, la Grava, el Pla d'en Barridà, Terra Roja, el Rec d'en Fortó, amb una teuleria i una antiga teuleria, el Còrrec de la Serze, los Carmesís, el Rec d'en Moixa, amb una barraca, el Roc Blanc, amb el Mas Batlle i una barraca, el Rec de l'Andreu, el Serrat d'en Bigorra, els Pixadissos, els Quatre Camins, la Font d'en Baixàs, Terres Blanques, el Mas d'en Duran, amb el mas d'aquest nom, la Coma d'en Vila i el Romanissar.

## Transports i comunicacions

### Carreteres
Travessen el terme comunal d'Estagell cinc carreteres departamentals: la D - 1 (Estagell - D - 614, a Pesillà de la Ribera), que surt d'Estagell cap al sud-est, travessa aquest sector del terme d'Estagell, i enllaça aquesta població amb l'extrem sud-oest del terme de Calce i amb Pesillà de la Ribera, on arriba en 11,6 quilòmetres.
La D - 9 (D - 117, a Maurí - D - 21, a Caramany), que travessa el racó nord-oest del terme d'Estagell, lluny de la població i trepitjant un tram molt petit del territori d'Estagell.
La D - 17 (Estagell - D -13, a Tarerac), uneix la vila rossellonesa d'Estagell amb el poble conflentí de Tarerac travessant una bona part de la Fenolleda, passant pels pobles i termes de la Tor de França (a 4,2 quilòmetres), Cassanyes (a 10,8), Bellestar (a 13,6), Montalbà (a 19,7) i Rodès, que només travessa pel nord del terme, abans d'arribar a Tarerac, a 28 quilòmetres.
La D - 117 (Perpinyà - Límit dels Països Catalans, a Estagell), que procedeix de Perpinyà (a 25,5 quilòmetres), passant per Ribesaltes (a 15,9), Espirà de l'Aglí (a 13,6) i Cases de Pena a 8,9 quilòmetres. Cap a ponent, arriba al límit dels Països Catalans, en el terme comunal d'Estagell, i se'n va cap a Maurí, a la Fenolleda (Occitània).
Finalment, la D - 612 (Estagell - Millars), que uneix aquestes dues poblacions en 13,1 quilòmetres, passant pels termes de Montner, Bellestar i Millars. No passa per cap població, però sí a mig quilòmetre de Montner, que queda a 4,8 quilòmetres d'Estagell.

### Transport públic col·lectiu
Estagell està inclòs en la línia 12 de la Compagnie de Transports Perpignan Méditerranée, Perpinyà - Vingrau, que uneix aquestes dues poblacions passant pel Vernet, Ribesaltes, Espirà de l'Aglí, Cases de Pena, Estagell, Talteüll i Vingrau. Ofereix nou serveis diaris en direcció a Perpinyà i deu cap a Vingrau, de dilluns a dissabte. El diumenge i els dies de festa, té dos serveis en cada direcció.
També existeix la línia 23 de la Compagnie de Transports Perpignan Méditerranée, Estagell - Cassanyes, que uneix aquestes dues poblacions passant per Montner. Ofereix cinc serveis diaris en direcció a Estagell i quatre cap a Cassanyes, de dilluns a dissabte. El diumenge i els dies de festa, té dos serveis en cada direcció.

### Ferrocarril
Estagell té estació en la línia de ferrocarril anomenada del Tren del País Càtar i de la Fenolleda; les característiques d'aquesta línia de tren turístic fa que les parades esdevinguin discrecionals, segons el disseny de cadascun dels trens que hi passen. L'Estació d'Estagell és al nord del poble, a la riba esquerra de l'Aglí.

### Els camins del terme
Alguns camins d'Estagell són interns del terme comunal propi: el Camí de Cassanells, el de Coma Major, el de la Coma d'en Ceret, el de la Ganga, el de l'Agulla, el de la Torresa, el del Coll de la Creu, el del Coll de l'Ase, el de les Vinyes de Terra Roja, el del Fornalau, el del Gorg d'en Moïses, el de l'Horta, el del Llerterar, el del Mas de Jau, el del Mont d'Estagell, el del Pla, el del Rec d'en Cruells, el del Riberal, el del Roc Blanc, el dels Clots d'en Masseguer, el dels Prats del Rei, el de Peira Bruix, el de Sant Vicenç, el d'en Fortó, la Pista de la Serra, les Pistes del Rec d'en Moixa, les del Roc Blanc, la Ruta del Mas de Jau i la de Rubials.
D'altres camins menen als pobles i termes dels entorns d'Estagell: el Camí de Cornellà, el de les Conilles d'Estagell a Calce, el de Pesillà, o de Montner a Pesillà, el Camí Vell de Montner, el Camí Vell de Perpinyà, la Ruta de Calce, la de la Torre, la de Maurí, la de Montner, la de Perpinyà, la de Pesillà, la de Talteüll i la Travessa de Montner.

## Activitats econòmiques
Estagell és una vila essencialment agrícola: més de 2.000 hectàrees conreades, quasi totes per a vinya destinada a denominacions d'origen controlades (Ribesaltes i Moscat de Ribesaltes, dolços tots dos, i Costers del Rosselló Vilatge). Hi ha una petita mostra d'arbres fruiters (albercoquers), i poca cosa més. La gran producció de vins d'Estagell s'explica perquè els vinyaters d'aquesta vila posseeixen vinyes en els termes veïns: Talteüll, Montner i la Tor de França. L'antiga cooperativa de productors de vi d'Estagell es partí en dues: el Celler Cooperatiu Aglià i la cooperativa de Sant Vicenç.

## Història

### Prehistòria
Les mostres d'hàbitat a Estagell es remunten a temps molt reculats: la presència de l'Home de Talteüll n'és un signe. Durant la construcció de la línia de ferrocarril, el 1885, va aparèixer una cova a prop de l'Estació, amb peces de sílex i agulles d'os, del Paleolític superior (de -35 000 a -10 000 ans); també un ossari del Calcolític, amb ceràmiques de l'Edat del Coure (-2 000 à -750 ans). Recentment, en un altre indret, s'han trobat ossamentes datades 5.000 anys enrere.

### Edat Antiga
La colonització romana també ha deixat nombroses restes, a Estagell. Hi han estat trobades restes d'hàbitats al Mas Jau i al Mas Camps, entre d'altres.
El pas dels visigots està avalat per la presència d'un cementiri visigòtic a «Les Tombes», a la Ruta de Montner, dels segles V i VII. Igualment, hi ha una muntanyeta amb el nom de Cementiri dels Moros, que, sense que es pugui garantir la presència d'aquest poble a Estagell, sí que ens parla de l'antiguitat de les restes trobades. Podria haver-hi més jaciments alt-medievals el voltant del Verdoble, al nord-oest del terme.

### Edat Mitjana
El primer esment d'Estagell s'ha d'anar a buscar en una butlla del papa Agapit II del 951. En una altra butlla, aquesta del 1119 i del papa Gelasi (totes dues parlen de les possessions de l'abadia de Santa Maria d'Orbieu o de la Grassa), s'esmenta l'església de Sant Vicenç a Villa Stagello o Estagellum.
En ser una vila fronterera, la història d'Estagell és convulsa. Va ser definida com a tal el 1258 en el Tractat de Corbeil, i va mantenir aquesta característica fins al Tractat dels Pirineus, del 1659. El pas dels exèrcits per aquestes contrades foren constants. L'abadia de Santa Maria de la Grassa conservà la senyoria d'Estagell fins a la fi de l'Antic Règim; el titular n'era el cambrer d'aquest monestir. Tanmateix, els reis, tant els catalans com els aragonesos, hi conservaren certs drets, cosa que va portar a una convenció de pariatge signada el 22 d'abril del 1317 entre el rei Sanç I de Mallorca i el cambrer de la Grassa, per la qual el rei conservà la lleuda i la meitat de la jurisdicció criminal. Aquests drets van ser inclosos en la creació del vescomtat de Perellós, creat a favor de Ramon de Perellós el 1391.

### Edat Moderna
Fins al Tractat dels Pirineus, Estagell continuà vivint un tràfec constant d'exèrcits, i Estagell va ser ocupada diverses vegades, pels catalans, espanyols, francesos (dos cops); fins i tot els hugonots hi arribaren: el 1542 la guarnició de Força Real va veure la crema i saqueig del recinte de la vila i de la seva església. Anys més tard, l'estiu del 1639, van arribar a Estagell quatre companyies franceses per tal d'assegurar el pas de provisions per la Vall de l'Aglí des del Llenguadoc. Els habitants de la vila es van tancar en el recinte de la vila, i van combatre amb els nouvinguts, que es van haver de retirar. L'endemà vingueren més tropes franceses, i els 230 habitants d'Estagell van resistir durant 26 hores, fins que van capitular, amb la promesa de ser respectats. Amb el Tractat dels Pirineus va arribar la calma: Estagell ja no era terra de frontera; tan sols algunes incursions espanyols van remoure la tranquil·litat.
Alhora, el cosenyoriu d'Estagell, en mans dels vescomtes de Perellós des del 1391, passaren el 1595 a mans d'Alexis Albert per sentència judicial, després de la dissolució del vescomtat. Després van passar al marquès de Blanes, qui els tenia en el moment de la Revolució Francesa.

## Demografia

### Demografia antiga
La població està expressada en nombre de focs (f) o d'habitants (h)
| Evolució demogràfica d'Estagell entre 1365 i 1790 | Evolució demogràfica d'Estagell entre 1365 i 1790 | Evolució demogràfica d'Estagell entre 1365 i 1790 | Evolució demogràfica d'Estagell entre 1365 i 1790 | Evolució demogràfica d'Estagell entre 1365 i 1790 | Evolució demogràfica d'Estagell entre 1365 i 1790 | Evolució demogràfica d'Estagell entre 1365 i 1790 | Evolució demogràfica d'Estagell entre 1365 i 1790 | Evolució demogràfica d'Estagell entre 1365 i 1790 | Evolució demogràfica d'Estagell entre 1365 i 1790 | Evolució demogràfica d'Estagell entre 1365 i 1790 | Evolució demogràfica d'Estagell entre 1365 i 1790 | Evolució demogràfica d'Estagell entre 1365 i 1790 | Evolució demogràfica d'Estagell entre 1365 i 1790 | Evolució demogràfica d'Estagell entre 1365 i 1790 | Evolució demogràfica d'Estagell entre 1365 i 1790 | Evolució demogràfica d'Estagell entre 1365 i 1790 |
| 1358                                              | 1365                                              | 1378                                              | 1424                                              | 1470                                              | 1515                                              | 1553                                              | 1643                                              | 1709                                              | 1720                                              | 1730                                              | 1755                                              | 1765                                              | 1767                                              | 1774                                              | 1789                                              | 1790                                              |
| ------------------------------------------------- | ------------------------------------------------- | ------------------------------------------------- | ------------------------------------------------- | ------------------------------------------------- | ------------------------------------------------- | ------------------------------------------------- | ------------------------------------------------- | ------------------------------------------------- | ------------------------------------------------- | ------------------------------------------------- | ------------------------------------------------- | ------------------------------------------------- | ------------------------------------------------- | ------------------------------------------------- | ------------------------------------------------- | ------------------------------------------------- |
| 118 f                                             | 121 f                                             | 77 f                                              | 33 f                                              | 55 f                                              | 50 f                                              | 32 f                                              | 57 f                                              | 158 f                                             | 219 f                                             | 215 f                                             | 275 f                                             | 700 h                                             | 1.146 h                                           | 215 f                                             | 300 f                                             | 1.293 h                                           |

Font: Pélissier 1986

### Demografia contemporània
| Evolució de la població |       |       |       |       |       |       |       |       |
| 1793                    | 1800  | 1806  | 1821  | 1831  | 1836  | 1841  | 1846  | 1851  |
| 1.313                   | 1.406 | 1.620 | 1.789 | 2.003 | 2.141 | 2.237 | 2.320 | 2.359 |

| 1856  | 1861  | 1866  | 1872  | 1876  | 1881  | 1886  | 1891  | 1896  |
| ----- | ----- | ----- | ----- | ----- | ----- | ----- | ----- | ----- |
| 2.313 | 2.378 | 2.513 | 2.460 | 2.697 | 2.979 | 2.901 | 2.815 | 2.835 |

| 1901  | 1906  | 1911  | 1921  | 1926  | 1931  | 1936  | 1946  | 1954  |
| ----- | ----- | ----- | ----- | ----- | ----- | ----- | ----- | ----- |
| 2.789 | 2.620 | 2.588 | 2.646 | 2.414 | 2.261 | 2.099 | 2.096 | 2.165 |

| 1962  | 1968  | 1975  | 1982  | 1990  | 1999  | 2007  | 2008  | 2012  |
| ----- | ----- | ----- | ----- | ----- | ----- | ----- | ----- | ----- |
| 2.239 | 2.201 | 2.021 | 2.038 | 2.043 | 1.941 | 1.902 | 1.918 | 1.950 |

| 2013  |
| ----- |
| 2.025 |

Fonts: Ldh/EHESS/Cassini fins al 1999, després INSEE a partir deL 2004

### Evolució de la població

Població 1962-2008

## Administració i política

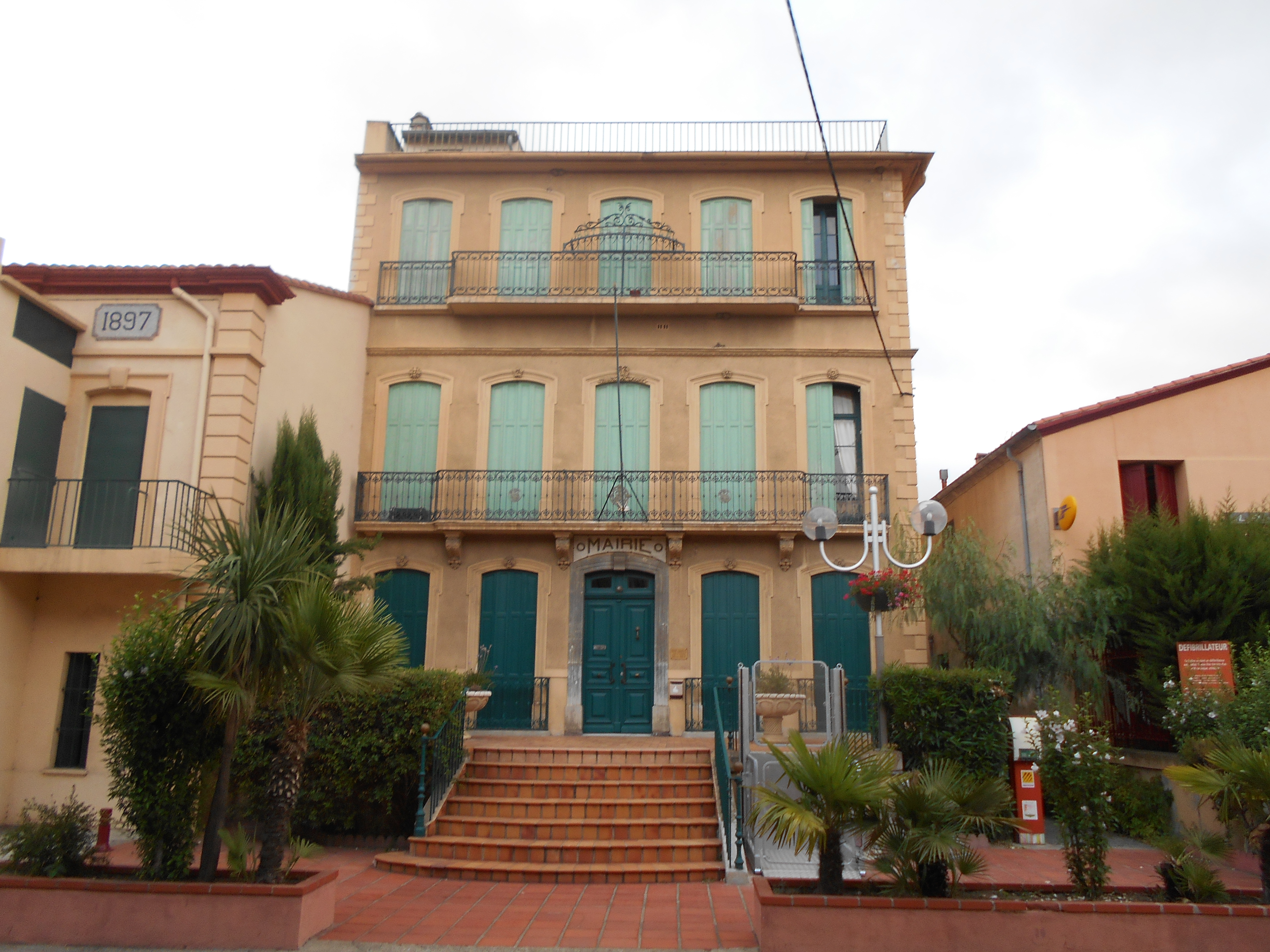
La Casa del Comú

### Batlles[13]
| Període                       | Nom                        | Opció política    | Comentaris                                                |
| ----------------------------- | -------------------------- | ----------------- | --------------------------------------------------------- |
| 1790 - ?                      | François Bonaventure Aragó |                   |                                                           |
| 1792 - 1796                   | Garrigo                    |                   |                                                           |
| 1796 - 1800                   | Joseph Raphaël Morat       |                   |                                                           |
| 1800 - 1804                   | Michel Grill               |                   |                                                           |
| 1804 - 1810                   | Jacques Conte              |                   |                                                           |
| 1810 - 1815                   | Raphaël Morat              |                   |                                                           |
| 1815 - 1818                   | Raymond Batlle             |                   |                                                           |
| 1818 - 1825                   | Étienne Camps              |                   |                                                           |
| 1825 - 1830                   | Clément Ducruc             |                   | Inspector de l'escola francesa                            |
| 1830 - 1832                   | Joseph Jambert             |                   |                                                           |
| 1832 - 1842                   | Melchior Triquéra          |                   |                                                           |
| 1842 - 1848                   | Alexandre Darbel           |                   |                                                           |
| 1848 - 1852                   | Raphaël Morat              |                   |                                                           |
| 1852 - 1853                   | Melchior Triquéra          |                   |                                                           |
| 1853 - 1857                   | Alexandre Darbel           |                   |                                                           |
| 1857 - 1861                   | Antoine Arago              |                   |                                                           |
| 1861 - 1864                   | Prosper Jambert            |                   |                                                           |
| 1864 - 1870                   | Louis Camps                |                   |                                                           |
| 1870 - 1874                   | Raymond Camps              |                   |                                                           |
| 1874 - 1877                   | Simon Coronnat             |                   |                                                           |
| 1877 - 1878                   | Désiré Tixa                |                   |                                                           |
| 1878 - 1881                   | Joseph Cazenove            |                   |                                                           |
| 1881 - 1882                   | Antoine Sautes             |                   |                                                           |
| 1882 - 1888                   | Firmin Torreilles          |                   |                                                           |
| 1888 - 1895                   | Michel Taulier             |                   |                                                           |
| 1895 - 1896                   | Armand Triquéra            |                   |                                                           |
| 1896 - 1898 (mort)            | Philippe Morat             | Republicà         | Conseller general del Cantó de la Tor de França 1892-1898 |
| 1899 - 1900                   | Joseph Baudy               |                   |                                                           |
| 1900 - 1902                   | Michel Taulier             |                   |                                                           |
| 1902 - 1904                   | Antonin Catala             |                   |                                                           |
| 1904 - 1935                   | Joseph Soubielle           | Socialista i SFIO | Conseller general del Cantó de la Tor de França 1904-1908 |
| 1935 - 1941                   | Antonin Barida             |                   |                                                           |
| 1941 - 1944                   | Jean Aymerich              |                   |                                                           |
| 1944 - 1947                   | Louis Malis                |                   |                                                           |
| 1947 - 1953                   | Édouard Vernis             |                   |                                                           |
| 1953 - 1959                   | André Deloncle             |                   |                                                           |
| 1959 - 1976                   | Émile Montagné             | SF > PS           | Conseller general del Cantó de la Tor de França 1964-1976 |
| 1976 - Març del 2001          | Antoine Sarda              | PCF               | Conseller general del Cantó de la Tor de França 1976-2008 |
| Març del 2001 - Març del 2008 | Lucile Susplugas           | DVD               | Jubilats del sector bancari                               |
| Març del 2008 - Moment actual | Roger Ferrer               | PCF               | Jubilats de la funció pública                             |

### Legislatura 2014 - 2020

#### Batlle
- Roger Ferrer

#### Adjunts al batlle
- 1r: Raymond Manchon, encarregat de Finances, Agricultura, Entorn i Activitats econòmiques
- 2a: Suzanne Wolff, encarregada d'Acció social, Educació i Cultura
- 3a: Maryse Hylari, encarregada de Quadre de vida i Personal comunal
- 4t: René Monier, encarregat d'Obres, Via pública, Joventut, Esport i Festes
- 5è: Georges Badrignans, encarregat d'Urbanisme, Agricultura i Joventut

#### Consellers municipals
- Hugo Roquere, encarregat de Joventut, Esports i Festes
- Fatma Nasri, encarregada de Personal comunal, Higiene i seguretat i Cultura
- Antoine Lopez, encarregat d'Urbanisme, Personal comunal i Obres
- Robert Semper, encarregat d'Urbanisme, Obres i Agricultura
- Sylvie Roget-Corneille, encarregada d'Acció social, Personal comunal i Cultura
- Rosy Maillol, encarregada d'Acció Social (delegada del CCAS), Cultura i Patrimoni
- Michel Cade, encarregat de Finances, Cultura i Educació
- Marie-Ange Garcia
- Jean Louis Andrillo
- Pierre Contet, encarregat d'Urbanisme i de la Comissió d'ofertes
- Nicole Moliner, encarregat de la Comissió social, Personal comunal, Higiene i Seguretat
- Christine Bousquet, encarregada de Finances, Educació, Cultura, Joventut, Esports i Festes
- Guy Soler, encarregat d'Agricultura, Entorn i Obres

### Adscripció cantonal

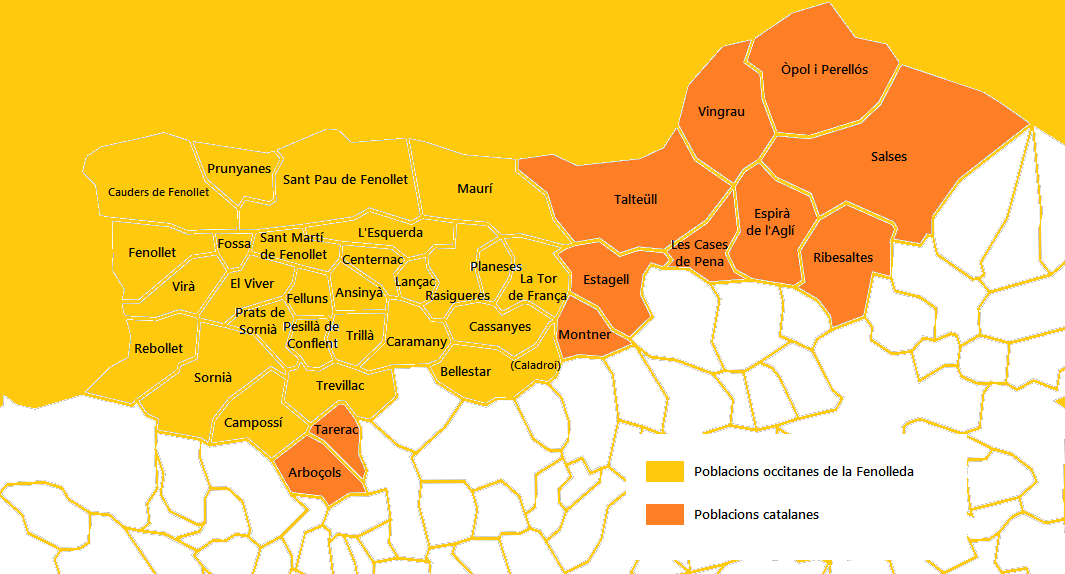
Mapa del Cantó de la Vall de l'Aglí

A les eleccions cantonals del 2015 la vila d'Estagell ha estat inclosa en el cantó número 15, denominat de la Vall de l'Aglí, amb capitalitat a la vila de Ribesaltes. Els seus consellers departamentals són Lola Beuze (PCF - Front d'Esquerres), exconsellera municipal de Pià, i Charles Chivilo (PRG), batlle de Maurí, de la Unió de l'Esquerra.

## Ensenyament i Cultura

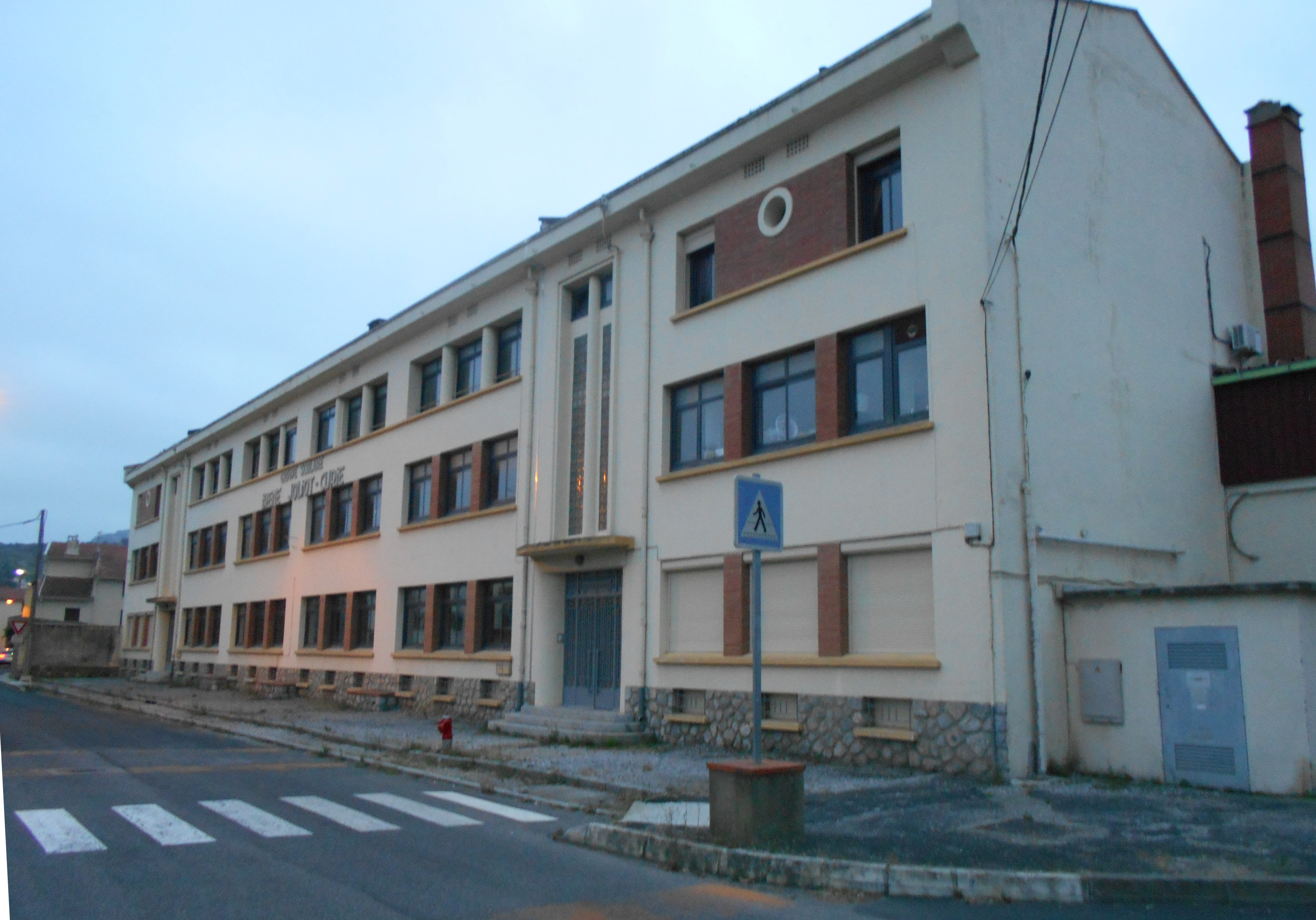
Col·legi Irène Joliot-Curie

Estagell disposa d'una escola maternal, una de primària, anomenada Étienne Gony, i el col·legi de secundària Irène Joliot-Curie, que acull estudiants de Cases de Pena, Cassanyes, Estagell, Lançac, la Tor de França, Montner, Planeses, Rasigueres, Talteüll i Vingrau, els tres dins del sistema públic d'ensenyament. Per als estudis de batxillerat, els nois i noies del poble van als liceus de Perpinyà o de Ribesaltes, preferentment. També hi ha llar d'infants i la Biblioteca Municipal Marie Aragó.

## Personalitats il·lustres
- Els germans Aragó:

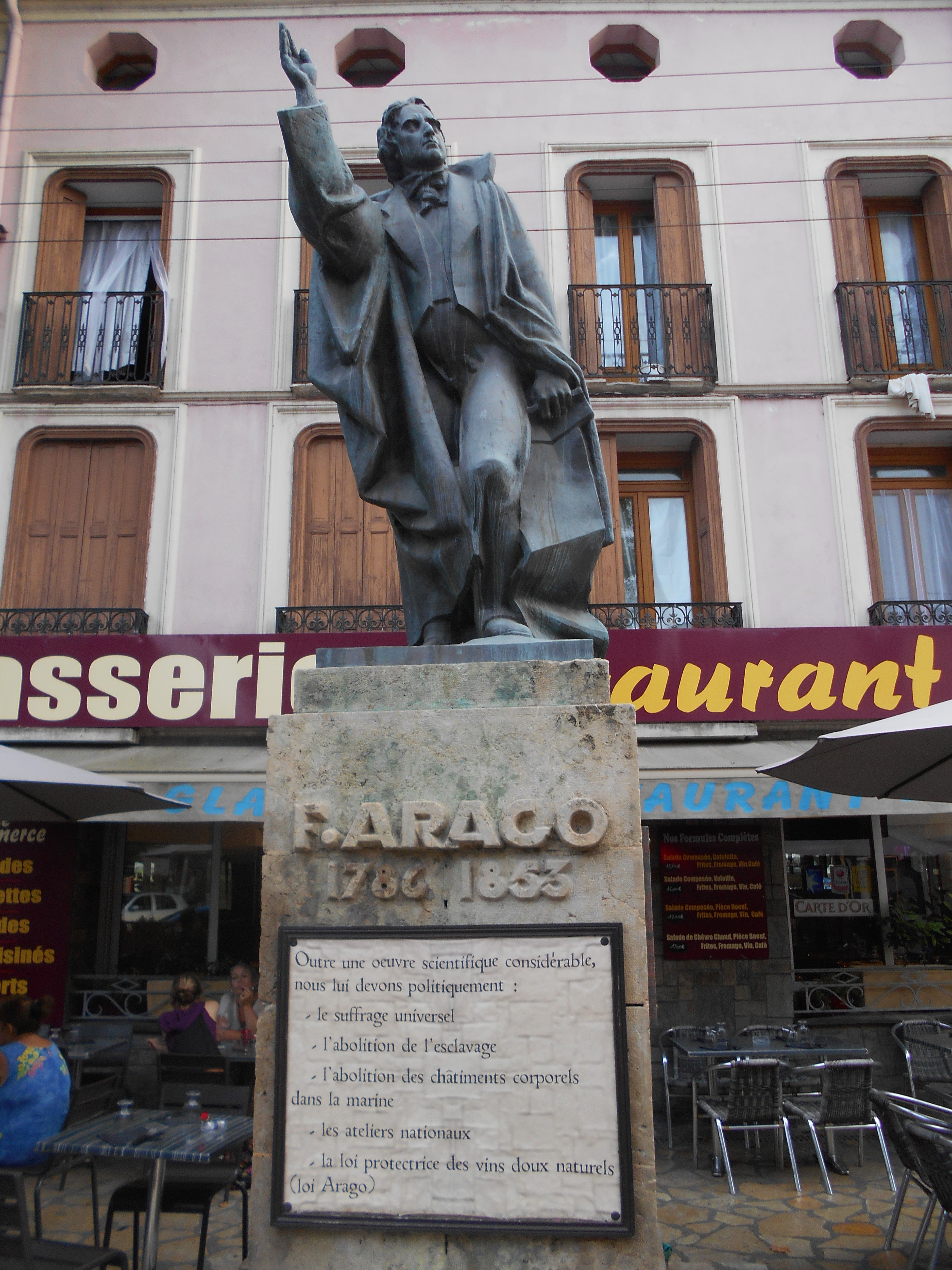
Monument a Francesc Aragó

  - Francesc Aragó (en francès François Arago, 1786 - 1853), científic, el més famós dels quatre
  - Joan Aragó (en francès Jean Arago, 1788 - 1836), general al servei de Mèxic
  - Jaume Aragó (en francès Jacques Arago, 1790 - 1855), escriptor i explorador
  - Esteve Aragó (en francès Étienne Arago, 1802 - 1892), escriptor i polític
  - Josep Aragó (en francès Joseph Arago, en castellà José Aragó, 1796 - 1860) militar francès al servei de Mèxic
  - Víctor Aragó (en francès Victor Arago, 1792 - 1867), militar francès
- Raymond Baché (1947), atleta
- Étienne Monier (1889-1913) anarquista
- El general Joseph Gaudérique Aymerich (1858-1937)
- L'arquebisbe Martin-Jerôme Izart (1854-1934)